# Гицба, Алиса Шалвовна
Алиса Шалвовна Гицба (абх. Алиса Гыцба; род. 5 декабря 1970, Сухум) — российская и абхазская оперная певица (драматическое сопрано). Солистка Московского музыкального театра «Геликон-опера». Заслуженная артистка России (2004). Народная артистка Абхазии (2007).

## Биография
Алиса Гицба родилась 5 декабря 1970 года в Сухуме в семье актёра Абхазского драматического театра.
Училась в 10-й сухумской школе. В 1989 году окончила Сухумское музыкальное училище по специальности «Теория музыки». В том же году уехала в Москву, где в 1994 году окончила Российскую академию музыки им. Гнесиных по классу «Сольное академическое пение» у профессора Н. Н. Шильниковой.
С 1991 по 1994 год солистка ансамбля «Мадригал» при Московской Государственной академической филармонии.
В 1992 году принята в труппу московского театра «Геликон-опера», где работает по настоящее время.

### Семья
Алиса Гицба замужем, её супруга зовут Алексей, он музыкант. Имеет двоих детей: дочь Лана и сын Дмитрий.

## Творчество
За время работы в театре исполнила ведущие сопрановые партии, среди которых: Аида («Аида» Дж. Верди), Виолетта («Травиата» Дж. Верди), Леди Макбет («Макбет» Дж. Верди), Лиза («Пиковая дама» П.Чайковский), Татьяна («Евгений Онегин» П.Чайковский), Эмилия Марти («Средство Макропулоса» Л.Яначек), Она («Человеческий голос» Ф.Пуленк), Мадам Лидуан («Диалоги кармелиток» Ф.Пуленк) , Розалинда («Летучая мышь» И.Штрауса), Недда («Паяцы» Р.Леонкавалло), Антония («Сказки Гофмана» Ж.Оффенбаха) и др. Всего свыше 30 партий.
Камерный репертуар: песни и романсы русских композиторов Алябьев, Варламов, Глинка, Чайковский, Даргомыжский, Мусоргский, вокальный цикл «Детская», «Козел», Рахманинов, Г.Свиридов, Э.Денисов, М.Таривердиев, Н.Сидельников, Н.Бирюков, Е.Латыш-Бирюкова, А.Евард), песни и романсы европейских композиторов (Шуберт, Шуман, Брамс, Вольф, Лист, Дебюсси, Равель, Пуленк, Хиндемит, Р.Штраус).
Премьера (июнь 2006 года, Москва) — партия Стефании в опере «Сибирь» У.Джордано, Марцелина и Графиня в «Свадьбе Фигаро» В.Моцарта.
С концертными программами и спектаклями театра «Геликон-опера» гастролировала в США, Франции, Германии, Испании, Италии, Ливане. В рамках независимого театрального проекта исполнила роль Шэрон Грэхем в драматическом спектакле «Мастер-класс Марии Каллас» (1999). В 2007 году в театре «Геликон опера» состоялся бенефис Гицбы, в котором она исполнила монооперу Ф.Пуленка «Человеческий голос» и светскую кантату Ф.Пуленка «Бал-маскарад» в сценической версии режиссёра театра Н.Дыченко. Дирижёры В.Унгуряну и М.Пекарский.
Алиса Гицба ведёт активную концертную деятельность, выступая в Москве и других городах России. В её репертуаре музыка всех художественных стилей — от эпохи
барокко до авангарда XX столетия. На лучших концертных площадках Москвы она исполнила партии сопрано в «Страстях по Матфею» И. С. Баха, Симфонии № 9
Л.Бетховена, «Реквиеме» Дж. Верди. Участвовала в первых исполнениях таких произведений как: опера «Альцеста» Ж. Б. Люлли (1992), 1-я редакция «Жития Марии» П.Хиндемита (1998 фестиваль «Сакро- Арт» Германия г. Локкум), оратория «Смерть поэта» Н.Сидельникова (2000), «Песня земли и неба» О.Мессиана (2003), опера «Слепая ласточка» А.Щетинского (2003 фестиваль «Сакро-Арт» Германия), Симфония № 5 А.Рыбникова (2005).
В 2006 и 2007 годах выступила на фестивале «Декабрьские вечера Святослава Рихтера», где исполнила сложнейшие сочинения композиторов XX века — Э.Денисова «Плачи» и Ф.Пуленка «Бал-маскарад» с ансамблем ударных инструментов под руководством Марка Пекарского и вокальный цикл «Житие Марии» П. Хиндемита с пианистом Юрием Полубеловым. В 2009 году участвовала в мировой премьере оперы А.Сюмака «Станция» на фестивале современного искусства «Территория» в Москве. Дирижёр Т.Курентзис, режиссёр К.Серебренников. В 2010 году на XII международном фестивале современной музыки «Московский Форум» в г. Москве Алиса исполнила «Маленький реквием» А.Вустина.
В июне 2010 года приняла участие в пятом фестивале «Лучшие симфонические оркестры мира» (симфония А.Рыбникова, дирижёр А.Сладковский).

## Премии и звания
- 1993 год Пермь Дипломант Международного конкурса вокалистов
- 1998 год Санкт-Петербург Дипломант Международного конкурса вокалистов
- В 2004 году Алиса Гицба была удостоена звания Заслуженной артистки России.
- В 2007 году Алисе Гицба было присвоено звание Народной артистки Абхазии.
- Орден «Честь и слава» II степени (25 ноября 2014 года, Абхазия) — за крупный вклад в развитие музыкальной культуры и театрального искусства[3]

## Дискография
В 2006 году записан ДВД диск с записью оперы Ф.Пуленка «Диалоги кармелиток» Постановка театра «Геликон-опера». Художественный руководитель театра и режиссёр -постановщик Народный артист России Дмитрий Бертман. Дирижёр-главный дирижёр театра, заслуженный артист России Владимир Понькин.
В 2010 году ДВД диск симфония А.Рыбникова № 5 «Воскрешение мёртвых». Дирижёр Теодор Курентзис.